# Ngày quốc tế chống kỳ thị, phân biệt đối xử với người đồng tính, song tính và chuyển giới
Ngày Quốc tế chống kỳ thị người đồng tính, song tính và chuyển giới (tên tiếng Anh: International Day Against Homophobia, Biphobia and Transphobia, IDAHOBIT) là một ngày kỷ niệm, được tổ chức vào ngày 17 tháng 5 hàng năm, nhằm phối hợp thực hiện các hoạt động nâng cao nhận thức về việc vi phạm quyền của người đồng tính, song tính, chuyển giới và thu hút sự quan tâm đối với Hoạt động vì quyền LGBT ở khắp mọi nơi. thế giới. Đến năm 2016, lễ kỷ niệm đã diễn ra tại hơn 130 quốc gia.
Ban đầu được gọi là Ngày Quốc tế Chống Kỳ thị Người đồng tính, những người sáng lập đã thành lập Ủy ban Bang Idaho để phối hợp hành động cấp cơ sở ở các bang khác nhau và ngày 17 tháng 5 cũng được chọn để kỷ niệm Ngày Quốc tế Chống Kỳ thị Người đồng tính, ngày mà Tổ chức Y tế Thế giới (WHO) đã quyết định vào năm 1990 để đồng tính luyến ái đã bị xóa khỏi Bảng phân loại quốc tế về bệnh tật.

## Lịch sử

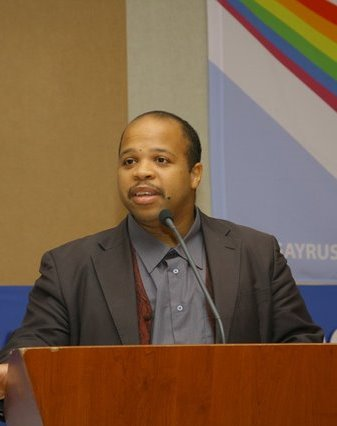
Louis-Georges Tin, người sáng lập Ngày quốc tế chống kỳ thị, phân biệt đối xử với người đồng tính, song tính và chuyển giới

Được hình thành vào năm 2004. Chiến dịch kéo dài cả năm lên đến đỉnh điểm vào Ngày Quốc tế chống kỳ thị người đồng tính đầu tiên ( 17 tháng 5 năm 2005). Một bản kiến nghị ủng hộ Sáng kiến IDAHO đã được ký bởi 24.000 cá nhân, cũng như Hiệp hội Đồng tính nam và Đồng tính nữ Quốc tế (ILGA), Ủy ban Nhân quyền Đồng tính Nam và Đồng tính nữ Quốc tế (IGLHRC), Đại hội Người Do Thái Đồng tính Thế giới và Liên minh Đồng tính nữ Châu Phi. Nhiều quốc gia tổ chức ngày này, bao gồm các sự kiện LGBT đầu tiên ở Congo, Trung Quốc và Bulgaria.Tại Vương quốc Anh, sự kiện được điều phối bởi Hiệp hội Nhân văn Đồng tính (GALHA).
Ngày 17 tháng 5 còn là ngày được chọn đặc biệt để kỷ niệm quyết định của Tổ chức Y tế Thế giới vào năm 1990 về việc coi đồng tính luyến ái là một chứng rối loạn tâm thần.
Năm 2009, chứng sợ người chuyển giới đã được thêm vào tên của phong trào và chiến dịch năm đó tập trung vào chứng sợ người chuyển giới (bạo lực và phân biệt đối xử với người chuyển giới). Một bản kiến nghị mới đã được đưa ra vào năm 2009 với sự hợp tác của các tổ chức LGBT, được hỗ trợ bởi hơn 300 tổ chức phi chính phủ từ 75 quốc gia, cũng như ba người đoạt giải Nobel (Elfriede Jelinek, Françoise Barré-Sinoussi và Luc Montagnier). Vào đêm trước ngày 17 tháng 5 năm 2009, Pháp trở thành quốc gia đầu tiên trên thế giới chính thức loại bỏ người chuyển giới khỏi danh sách các bệnh tâm thần.
Người Pháp Louis-Georges Tin đã thành lập ngày này và làm chủ tịch ủy ban cho đến khi ông từ chức vào tháng 9 năm 2013. Ông được thành công bởi một luật sư và nhà hoạt động vì quyền của người chuyển giới. Giáo sư luật người Venezuela nổi tiếng quốc tế Tamara Adrián đã trở thành một trong những nhà lập pháp chuyển giới đầu tiên ở Mỹ Latinh vào năm 2015.
Louis-Georges Tin và hai thành viên ủy ban khác đã bắt đầu tuyệt thực vào tháng 6 năm 2012 để thúc giục Tổng thống Pháp Francois Hollande đưa ra một nghị quyết của Liên hợp quốc nhằm phi hình sự hóa đồng tính luyến ái.
Biphobia đã được thêm vào tiêu đề của chiến dịch vào năm 2015.
Luật Thi hành Giải thích Tư pháp Yuan của Đài Loan số 748, hợp pháp hóa hôn nhân đồng giới, đã được thông qua vào Ngày Quốc tế Chống Phân biệt đối xử Người đồng tính, Song tính và Chuyển giới vào năm 2019,[14] và luật này có hiệu lực vào ngày 24 tháng 5 năm 2019.

## Mục tiêu và hoạt động

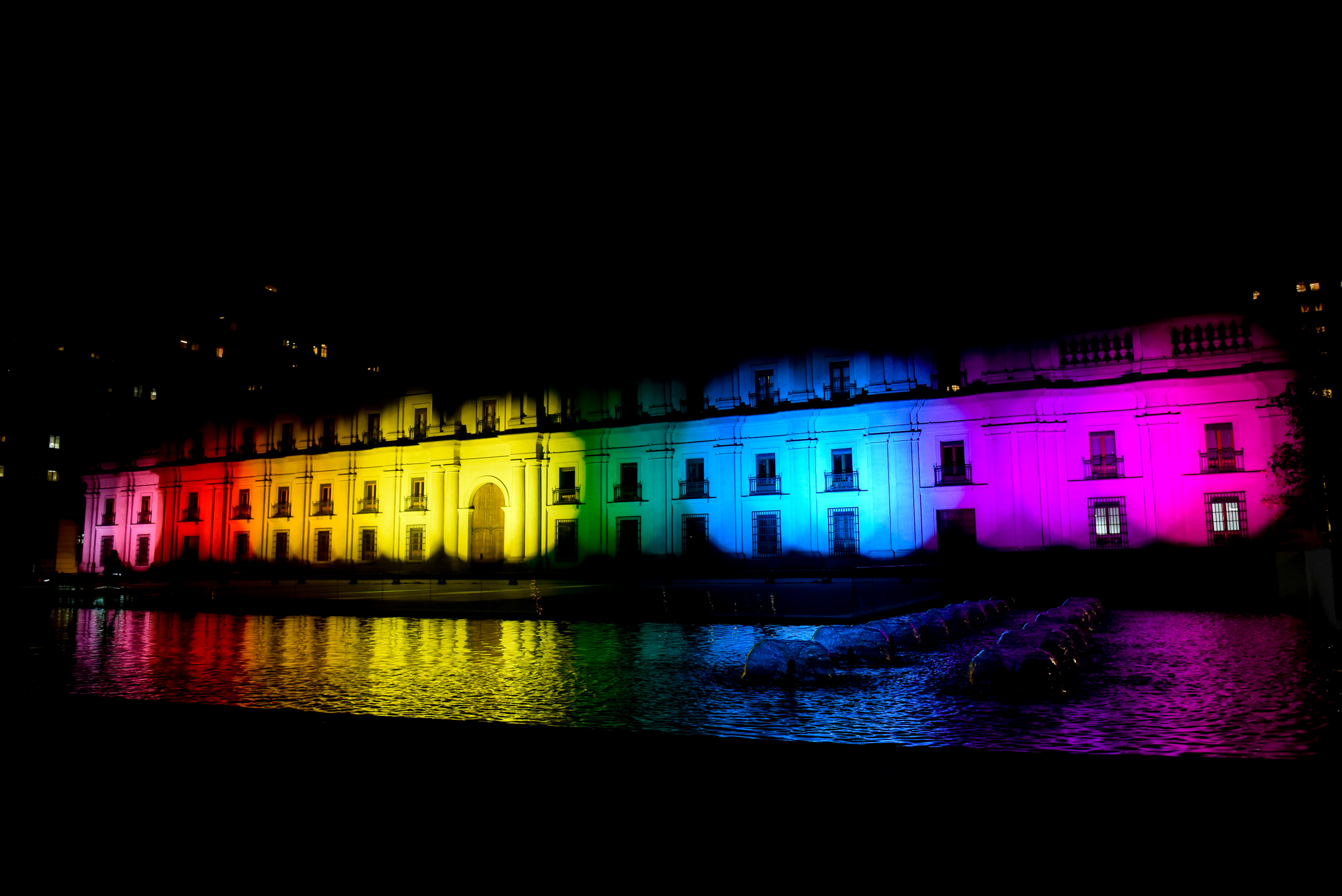
La Moneda Palace được thắp sáng với màu cờ LGBT vào ngày IDAHO 2017

Mục đích chính của cuộc vận động ngày 17 tháng 5 là nâng cao nhận thức về bạo lực, phân biệt đối xử và đàn áp đối với cộng đồng LGBT trên toàn thế giới, từ đó tạo cơ hội để hành động và tham gia đối thoại với giới truyền thông, các nhà hoạch định chính sách, dư luận và xã hội dân sự rộng lớn hơn.
Một trong những mục tiêu đã nêu của ngày 17 tháng 5 là tạo ra một sự kiện có thể hiển thị ở cấp độ toàn cầu mà không cần phải tuân theo một loại hành động cụ thể. Cách tiếp cận phi tập trung này là cần thiết do sự đa dạng của các bối cảnh xã hội, tôn giáo, văn hóa và chính trị trong đó các vi phạm quyền xảy ra. Do đó, điều này dẫn đến nhiều sự kiện và cách tiếp cận nhằm kỷ niệm Ngày Quốc tế Chống Kỳ thị Người đồng tính.
Bất chấp ba vấn đề chính được đề cập trong tên của lễ kỷ niệm, ngày này được nhiều người coi là một sáng kiến "làm việc để thúc đẩy quyền của những người có xu hướng tính dục, bản dạng hoặc biểu hiện giới tính đa dạng và đặc điểm giới tính." Điều này cho phép kết hợp rộng rãi các biểu hiện tự nhận dạng khác nhau cùng nhau chia sẻ niềm tự hào về bản thân, hạnh phúc và tình yêu với những người khác khi những người tham gia chịu trách nhiệm chống lại các hình thức thù hận tràn lan khác nhau trên thế giới.

## Công nhận chính thức

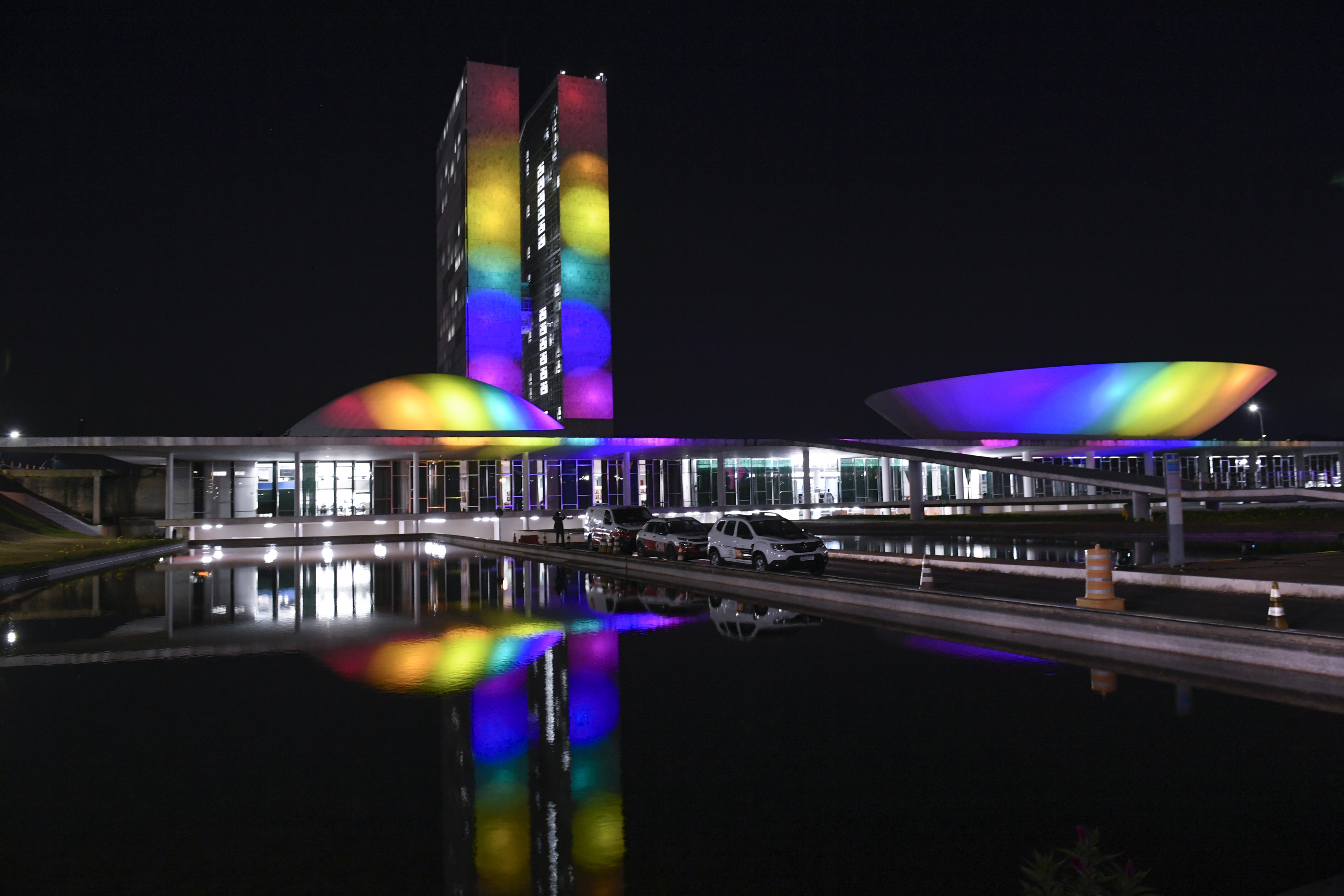
Tòa nhà Quốc hội Brasil được thắp sáng với màu cờ cầu vồng vào IDAHOTIB 2022

Vào năm 2003, tổ chức Canada Fondation Émergence sáng lập một sự kiện tương tự, National Day Against Homophobia (Ngày Quốc gia Chống Kỳ thị đồng tính), diễn ra vào ngày 1 tháng 6 ở Québec. Năm 2006, tổ chức này đổi sang ngày 17 tháng 5 để tham gia vào phong trào quốc tế.
Năm 2007, tại thung lũng Aosta, chính phủ Ý đã thông qua sự ủng hộ với IDAHOT.
Năm 2010, Lula, khi đó là tổng thống Brasil, đã kí nghị quyết chọn ngày 17 tháng 5 làm Ngày Quốc gia Chống Kỳ thị đồng tính cho Brasil.
Ngày này cũng được công nhận chính thức bởi Nghị viện châu Âu, Tây Ban Nha, Bồ Đào Nha, Bỉ, Vương quốc Anh, México, Costa Rica, Croatia, Hà Lan, Pháp, Luxembourg và Venezuela. Nó còn được nhiều chính quyền địa phương công nhận, như tỉnh Québec hay thành phố Buenos Aires.